# Петров, Игорь Григорьевич
И́горь Григо́рьевич Петро́в (укр. Ігор Григорович Петров; род. 30 января 1964, Горловка, Донецкая область) — советский и украинский футболист, полузащитник, нападающий. Выступал за сборную Украины. В 2011 году за огромный вклад в развитие и популяризацию футбола награждён государственной наградой Украины — медалью «За труд и доблесть»
Старший брат Павел (1956—1998) также был футболистом.

## Карьера

### Карьера в клубе
Начинал играть в 1973 году в Горловке в детской команде, затем в команде шахты «Кочегарка» (Горловка) (с 1979). Бронзовый призёр молодёжного чемпионата Европы 1982 года. Участник финального турнира чемпионата мира среди молодёжных команд 1983 года.
В списках 33-х лучших УССР (1988 — № 2). Является одним из лучших бомбардиров в истории украинского футбола и донецкого «Шахтёра» (84 забитых мяча в официальных турнирах в составе «горняков»).
В середине 1991 года уехал играть за израильский клуб «Бейтар» (Тель-Авив). Команду тренировал Ицхак Шум, который и заприметил Петрова во время майской игры 1991 года между «Спартаком» и «Шахтёром» в Москве, а партнером был Вячеслав Сукристов. По итогам сезона клуб занял 5-е место в чемпионате, а Петров забил 10 мячей. Однако летом 1992 практически все ведущие игроки покинули команду, поскольку руководство клуба так и не выполнило перед ними обязательств. Ушел и главный тренер Ицхак Шум, возглавив молодёжную сборную Израиля. В сезоне 1992/93 «Бейтар» играл плохо, став худшей командой лиги. При этом Петров по-прежнему был лучшим в команде, снова забив 10 мячей за сезон. Оставаться в команде, которая вылетела из высшей лиги он был не намерен и сезон 1993/94 провел в клубе-дебютанте высшей лиги «Маккаби Ирони». В новой команде также был лидером, провел 34 игры чемпионата, забил 8 мячей.
Летом 1994 года вернулся в «Шахтёр» (Донецк).

### Карьера в сборной
За сборную Украины сыграл 3 матча.
Дебютировал 7 сентября 1994 года в против сборной Литвы (0:2). Это был матч 4-й группы отборочного турнира X чемпионата Европы (1996) — первый официальный матч сборной Украины. На поле вывел команду с капитанской повязкой, став таким образом первым капитаном национальной сборной в официальных матчах.
Свой последний матч за сборную Украины провёл 13 ноября 1994 года против сборной Эстонии (3:0). Это был матч 4-й группы отборочного турнира X чемпионата Европы (1996). На 71-й минуте заменил Сергея Ковальца.
| Матчи в составе сборной Украины по футболу | Матчи в составе сборной Украины по футболу | Матчи в составе сборной Украины по футболу | Матчи в составе сборной Украины по футболу | Матчи в составе сборной Украины по футболу | Матчи в составе сборной Украины по футболу | Матчи в составе сборной Украины по футболу | Матчи в составе сборной Украины по футболу | Матчи в составе сборной Украины по футболу | Матчи в составе сборной Украины по футболу | Матчи в составе сборной Украины по футболу | Матчи в составе сборной Украины по футболу | Матчи в составе сборной Украины по футболу |
| N                                          | №                                          | Дата                                       | Место                                      | Турнир                                     | Соперник                                   | Счёт                                       | Голы                                       | Минуты                                     | Замены                                     | Наказания                                  | Клуб                                       | Примечание                                 |
| ------------------------------------------ | ------------------------------------------ | ------------------------------------------ | ------------------------------------------ | ------------------------------------------ | ------------------------------------------ | ------------------------------------------ | ------------------------------------------ | ------------------------------------------ | ------------------------------------------ | ------------------------------------------ | ------------------------------------------ | ------------------------------------------ |
| 1                                          | 15                                         | 07.09.1994                                 | Украина, Киев, «Республиканский»           | Отборочный турнир чемпионата Европы 1996   | Литва                                      | 0 : 2                                      |                                            | 90                                         |                                            |                                            | «Шахтёр» (Донецк)                          | Капитан команды                            |
| 2                                          | 18                                         | 12.10.1994                                 | Украина, Киев, «Республиканский»           | Отборочный турнир чемпионата Европы 1996   | Словения                                   | 0 : 0                                      |                                            | 14                                         | 77'                                        |                                            | «Шахтёр» (Донецк)                          |                                            |
| 3                                          | 19                                         | 13.11.1994                                 | Украина, Киев, «Республиканский»           | Отборочный турнир чемпионата Европы 1996   | Эстония                                    | 3 : 0                                      |                                            | 20                                         | 71'                                        |                                            | «Шахтёр» (Донецк)                          |                                            |
| Итого:                                     | Итого:                                     | Итого:                                     | 3 игры; +1 =1 −1; голы 3:2 (+1)            | 3 игры; +1 =1 −1; голы 3:2 (+1)            | 3 игры; +1 =1 −1; голы 3:2 (+1)            | 3 игры; +1 =1 −1; голы 3:2 (+1)            |                                            | 124 мин.                                   | 124 мин.                                   |                                            |                                            |                                            |

### Тренерская карьера
После завершения карьеры футболиста по приглашению Рината Ахметова в 1998—1999 годах работал в тренерском штабе донецкого «Шахтера».
С 2005 года главный тренер в донецком «Олимпике». В 2011 году под руководством Игоря Петрова «Олимпик» завоевал право выступать в Первой лиге чемпионата Украины по футболу. В сентябре 2012 года покинул «Олимпик».
В 2012 году с группой украинских футболистов получил Про-диплом УЕФА.
С января 2013 помощник главного тренера в черкасском «Славутиче». С июня по 26 декабря 2013 года — главный тренер.

### Дальнейшая карьера
В 2016 году стал президентом футбольного союза ДНР.

## Статистика выступлений

### Клубная
| Клуб             | Сезон            | Чемпионат | Чемпионат | Кубок | Кубок | Еврокубки | Еврокубки | Суперкубок | Суперкубок | Всего | Всего |
| Клуб             | Сезон            | Игры      | Голы      | Игры  | Голы  | Игры      | Голы      | Игры       | Голы       | Игры  | Голы  |
| ---------------- | ---------------- | --------- | --------- | ----- | ----- | --------- | --------- | ---------- | ---------- | ----- | ----- |
| Шахтёр           | 1982             | 24        | 6         | 4     | 2     | -         | -         | -          | -          | 28    | 8     |
| Шахтёр           | 1983             | 9         | 1         | 3     | 0     | 3         | 0         | -          | -          | 15    | 1     |
| Шахтёр           | 1984             | 30        | 3         | 4     | 0     | 1         | 0         | 1          | 0          | 36    | 3     |
| Шахтёр           | 1985             | 20        | 1         | 1     | 0     | -         | -         | -          | -          | 21    | 1     |
| Шахтёр           | 1986             | 29        | 12        | 2     | 0     | -         | -         | -          | -          | 31    | 12    |
| Шахтёр           | 1987             | 20        | 4         | 4     | 1     | -         | -         | -          | -          | 24    | 5     |
| Шахтёр           | 1988             | 23        | 10        | 3     | 2     | -         | -         | -          | -          | 26    | 12    |
| Шахтёр           | 1989             | 22        | 6         | 3     | 1     | -         | -         | -          | -          | 25    | 7     |
| Шахтёр           | 1990             | 23        | 4         | 4     | 2     | -         | -         | -          | -          | 27    | 6     |
| Шахтёр           | 1991             | 23        | 5         | -     | -     | -         | -         | -          | -          | 23    | 5     |
| Бейтар           | 1991/92          | 31        | 10        | -     | -     | -         | -         | -          | -          | 31    | 10    |
| Бейтар           | 1992/93          | 32        | 10        | -     | -     | -         | -         | -          | -          | 32    | 10    |
| Маккаби Ирони    | 1993/94          | 34        | 8         | -     | -     | -         | -         | -          | -          | 34    | 8     |
| Шахтёр           | 1994/95          | 28        | 14        | 7     | 3     | 2         | 2         | -          | -          | 37    | 19    |
| Шахтёр           | 1995/96          | 25        | 4         | 4     | 1     | 4         | 0         | -          | -          | 33    | 5     |
| Металлург Д      | 1996/97          | 39        | 7         | 3     | 0     | -         | -         | -          | -          | 42    | 7     |
| Металлург Д      | 1997/98          | 9         | 0         | -     | -     | -         | -         | -          | -          | 9     | 0     |
| Шахтёр           | 1997/98          | 5         | 0         | -     | -     | -         | -         | -          | -          | 5     | 0     |
| Всего за Шахтёр  | Всего за Шахтёр  | 281       | 70        | 39    | 12    | 10        | 2         | 1          | 0          | 331   | 84    |
| Всего за карьеру | Всего за карьеру | 426       | 105       | 42    | 12    | 10        | 2         | 1          | 0          | 479   | 119   |

## Достижения

### Командные
- Обладатель Кубка СССР: 1983
- Обладатель Суперкубка СССР: 1984
- Обладатель Кубка Украины: 1994/95
- Серебряный призёр чемпионата Украины: 1997/98
- Финалист Кубка СССР (2): 1984/85, 1985/86
- Победитель Первой лиги Украины: 1996/97
- Бронзовый призёр юношеского чемпионата Европы (до 19 лет): 1982

### Личные
- Член символического Клуба украинских бомбардиров имени Олега Блохина: 123 забитых мяча на высшем уровне[11][12].
- 42-й футболист в истории донецкого «Шахтера» по версии Всеукраинского футбольного портала «Football.ua»[13].